# 名古屋交通開発機構
株式会社名古屋交通開発機構（なごやこうつうかいはつきこう、英: Nagoya Transportation Development Organization Co. Ltd）は、愛知県名古屋市千種区に本社を置く名古屋市の外郭団体。名古屋市交通局の附帯事業を行っている。

## 概要
主に名古屋市交通局の地下鉄・市バスの交通広告を取り扱うほか、地下鉄各駅の地下街・駅ビルの管理・運営を行っている。英名表記のうち、Development Organizationから「D」と「O」を採り、「!」を付けて力強い意志を表したDO!を商標としている。

## 沿革
- 1988年（昭和63年）6月1日 - 名古屋市交通局総務課内に任意団体名古屋交通開発機構を設置[5]。
- 1989年（平成元年）
  - 7月1日 - 株式会社として設立し、本社を金山総合駅内に置く[5]。
  - 9月10日 - 交通局より広告代理店の指定を受ける[5]。
- 1992年（平成4年）4月1日 - 交通局より市バス・地下鉄名古屋駅南案内所の業務受託[6]。
- 1993年（平成5年）11月1日 - 賃貸ビルDO!日進開業[6]。
- 1994年（平成6年）
  - 3月30日 - 交通局よりDO!野並の管理業務受託、開業[6]。
  - 4月1日 - 交通局より広告の管理業務受託[6]。
- 1995年（平成7年）4月22日 - DO!平針にて旅行代理業を開始[6]。。
- 1996年（平成8年）10月1日 - 昭和区紅梅町へ本社移転[6]。
- 1998年（平成10年）4月1日 - 交通局より市バス車両及び地下鉄車両の整備の業務受託[6]。
- 2000年（平成12年）10月28日 - 地下鉄トンネル内への光ファイバーケーブル敷設事業着手[6]。
- 2007年（平成19年）
  - 4月1日 - 名古屋市交通局協力会の事業を継承[6]。
  - 6月5日 - 交通局よりICカード事業運営会社として指定を受ける[6]。
  - 10月1日 - 昭和区御器所通3丁目に本社移転[6]。
- 2008年（平成20年）10月27日 - 金融機関ATMの設置・管理運営業務開始[6]。
- 2010年（平成22年）
  - 1月30日 - 旅行代理業を廃止[6]。
  - 3月31日 - 市バス車両整備の交通局直営業務化に伴い、受託終了[6]。
  - 4月1日 - 名古屋地下鉄振興株式会社および株式会社交通エンジニアリングを吸収合併[6]。
- 2011年（平成23年）3月31日 - 地下鉄車両整備の交通局直営業務化に伴い、受託終了[6]。
- 2017年（平成29年）10月1日 - 現在地に本社を移転[6]。

## 主な事業

### 直営部門
| - 駅ビル等管理 - チカシン池下 - 千種ビル - 本山駅店舗 - 覚王山駅構内店舗 - DO!日進 - ループ金山 - 御器所ステーションビル - 八事ビル - 平針駅南ビル - 星ヶ丘ターミナル店舗 - 黒川ターミナルビル - DO!野並 - 原ターミナルビル - 上社ターミナルビル - 赤池駅構内店舗 - いりなか駅ビル - 浄心営業所店舗 - 上飯田ターミナルビル - 八事駅店舗 | - 地下街運営（旧・名古屋地下鉄振興の吸収合併による） - メイチカ - 栄・森の地下街 - 金山地下街 - 千種地下街（2013年3月閉鎖） - 今池地下街（2013年3月閉鎖） - 上前津地下街（2017年3月閉鎖） - コインロッカー、ATM、公衆電話の管理、宝くじ販売事業 - 旅行代理事業 - 光ファイバーケーブルの管理運営 - ICカード乗車券manacaの管理運営 |

### 広告部門
- 広告の販売・管理[9]

## 事業所
すべて愛知県名古屋市内に所在する。
- 本社（千種区）
- 御器所事務所（昭和区）
- 不動産事業本部管理部栄営業所（中区）